# HMS Earl of Peterborough
Le HMS Earl of Peterborough était un monitor de classe Lord Clive de la Royal Navy, construit pendant la Première Guerre mondiale. Il est nommé en l’honneur de Charles Mordaunt, 3e comte de Peterborough, un général britannique qui a combattu en Espagne durant la guerre de Succession d'Espagne. Les canons principaux de 12 pouces du navire ont été retirés d’un cuirassé obsolète de classe Majestic, le HMS Mars.
Les monitors de la classe Lord Clive ont été construits en 1915, à l’origine pour combattre l’artillerie côtière allemande en Belgique occupée. Au début de 1916, il bombarda les positions turques dans les Dardanelles et pendant le reste de la guerre, il fut actif contre les unités turques en Égypte, en Palestine et en Turquie même.
Après l’armistice du 11 novembre 1918, le Earl of Peterborough et ses sister-ships ont été mis en réserve en attendant leur démolition, car leur raison d’être avait pris fin avec la libération des côtes dirigées par les puissances centrales. En 1921, le Earl of Peterborough a été démoli avec tous ses sister-ships.